# Keely Hodgkinson
Keely Nicole Hodgkinson, född 3 mars 2002, är en brittisk medeldistanslöpare. 
Hon har blivit brittisk mästare utomhus tre gånger (800 meter 2020, 2021 och 2023) samt brittisk mästare inomhus en gång (800 meter 2020). Vid OS i Paris 2024 tog hon guld på 800 meter.

## Karriär
I mars 2023 vid inomhus-EM i Istanbul tog Hodgkinson sitt andra raka guld på 800 meter efter ett lopp på 1 minut och 58,66 sekunder.

## Personliga rekord
| Utomhus - 400 meter – 51,61 (Savona, 15 maj 2024) - 800 meter – 1.54,61 (London, 20 july2024) 0NR0 - 1 500 meter – 4.30,00 (Loughborough, 1 september 2017) | Inomhus - 400 meter – 52,42 (Birmingham, 27 februari 2022) - 800 meter – 1.57,18 (Birmingham, 25 februari 2023) 0NR0 |